# Takutubrug
De Takutubrug (Engels: Takutu River Bridge) is een brug over de rivier de Takutu die Lethem in Guyana verbindt met Bonfim in Brazilië. De brug is voltooid in 2009 en geopend op 31 juli 2009. De officiële inhuldiging vond plaats op 14 september 2009, in aanwezigheid van de leiders uit beide landen. De brug kostte 5 miljoen dollar en werd betaald door Brazilië. De brug maakt deel uit van een project van het Initiatief voor Infrastructurele Integratie van Zuid-Amerika (IIRSA).
De brug is een zeldzaam voorbeeld van een landsgrens waar chauffeurs van rijstrook moeten veranderen, in Guyana wordt namelijk aan de linkerkant gereden en in Brazilië aan de rechterkant. Daarom is er aan de kant van Guyana een viaduct waar het rechts rijdende verkeer uit Brazilië over de andere rijrichting heen van rechts naar links wordt geleid.

## Galerij

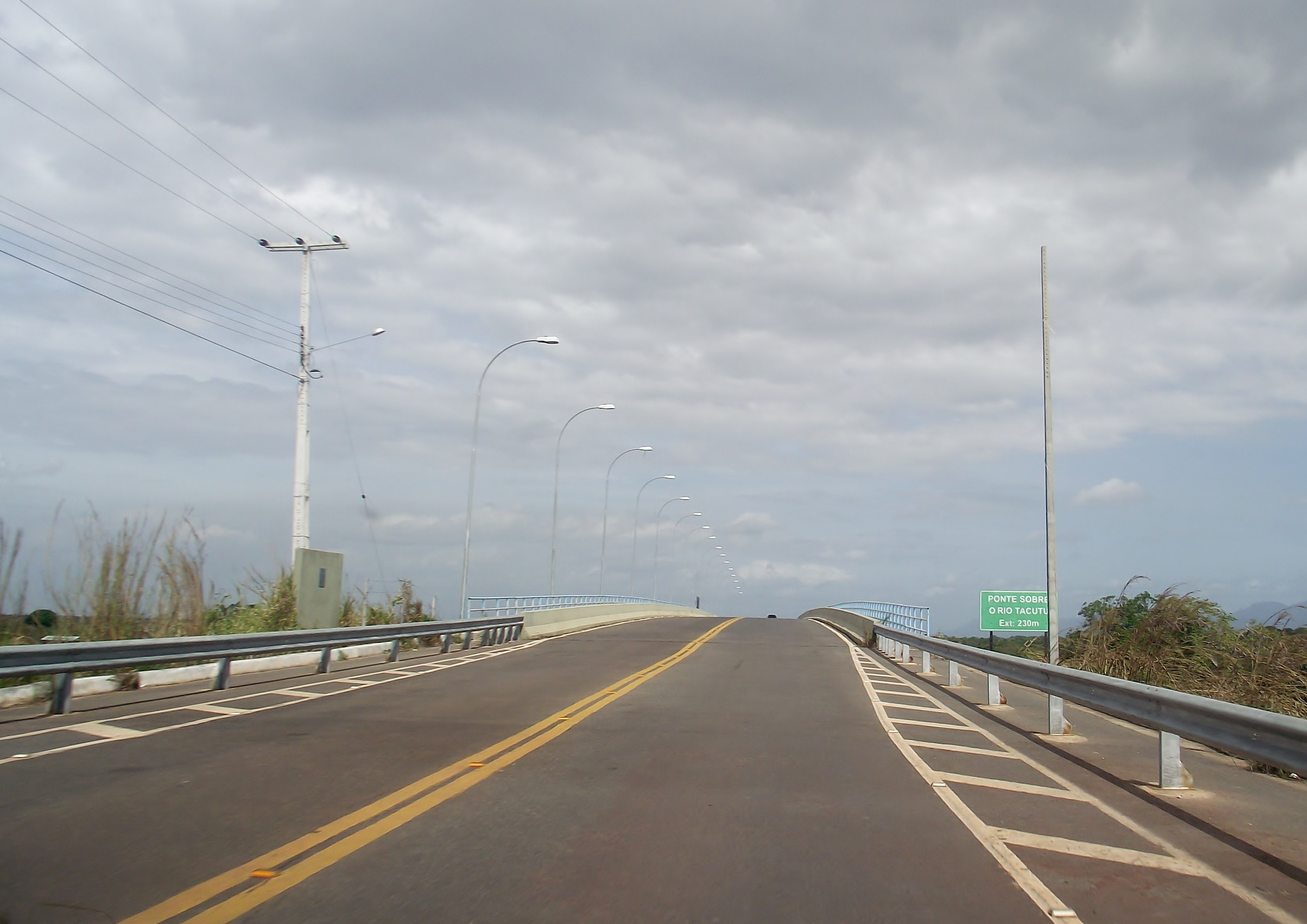
Begin van de brug aan Braziliaanse zijde
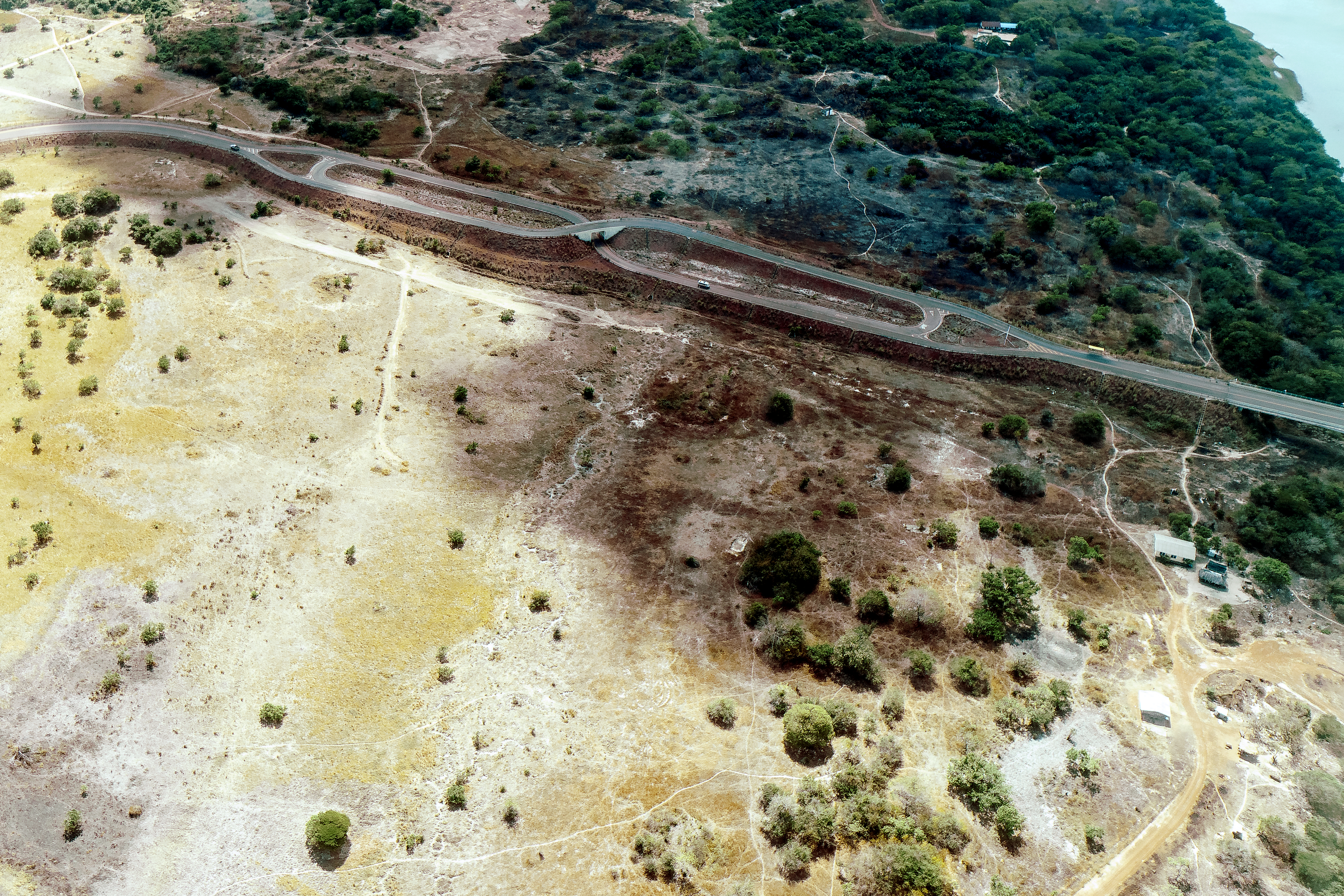
Wisseling van rijrichting